# 歐克拉提德一世
歐克拉提德一世（大帝）, （希臘語：Ευκρατιδου ο Μέγας），是最為重要的巴克特里亞國王之一。統治期間約為約前170年 - 約前145年間，歐克拉提德篡奪歐西德莫斯王朝成為巴克特里亞國王，開創歐克拉提德王朝。他曾經與希臘化世界中最遙遠的印度-希臘王國國王們作戰，並把勢力短暫伸入北印度，直到他最後被擊敗並撤回巴克特里亞。歐克拉提德曾發行一枚名聲遠播的大金幣，它是古典時代中所發現最大的金幣，因此被認為相當有地位的君主。

## 篡位
歐克拉提德藉由推翻歐西德莫斯王朝成為巴克特里亞國王，這個王朝的開創者是歐西德莫斯一世，他的兒子德米特里一世之後率軍入侵印度西北部，到了歐克拉提德之時，很可能是安提瑪科斯一世在位。
並不清楚當時歐克拉提德擔任巴克特里亞王國什麼職位，甚至一些學者懷疑他與塞琉古國王安條克四世有親屬關係，且安條克四世試圖把巴克特里亞在納回帝國統治之下。根據羅馬歷史學家查士丁描述，歐克拉提德一世奪得王位的時間，大約與安息米特里達梯一世同時，而米特里達梯一世在前171年開始統治安息王國，因此歐克拉提德一世的統治開啟時間應在那一年前後。
|                | 差不多同時，兩位偉大的國王開始他們的統治，米特里達梯在帕提亞，歐克拉提德在巴克特里亞。 |
| ——查士丁,XLI,6 |                                                                                        |

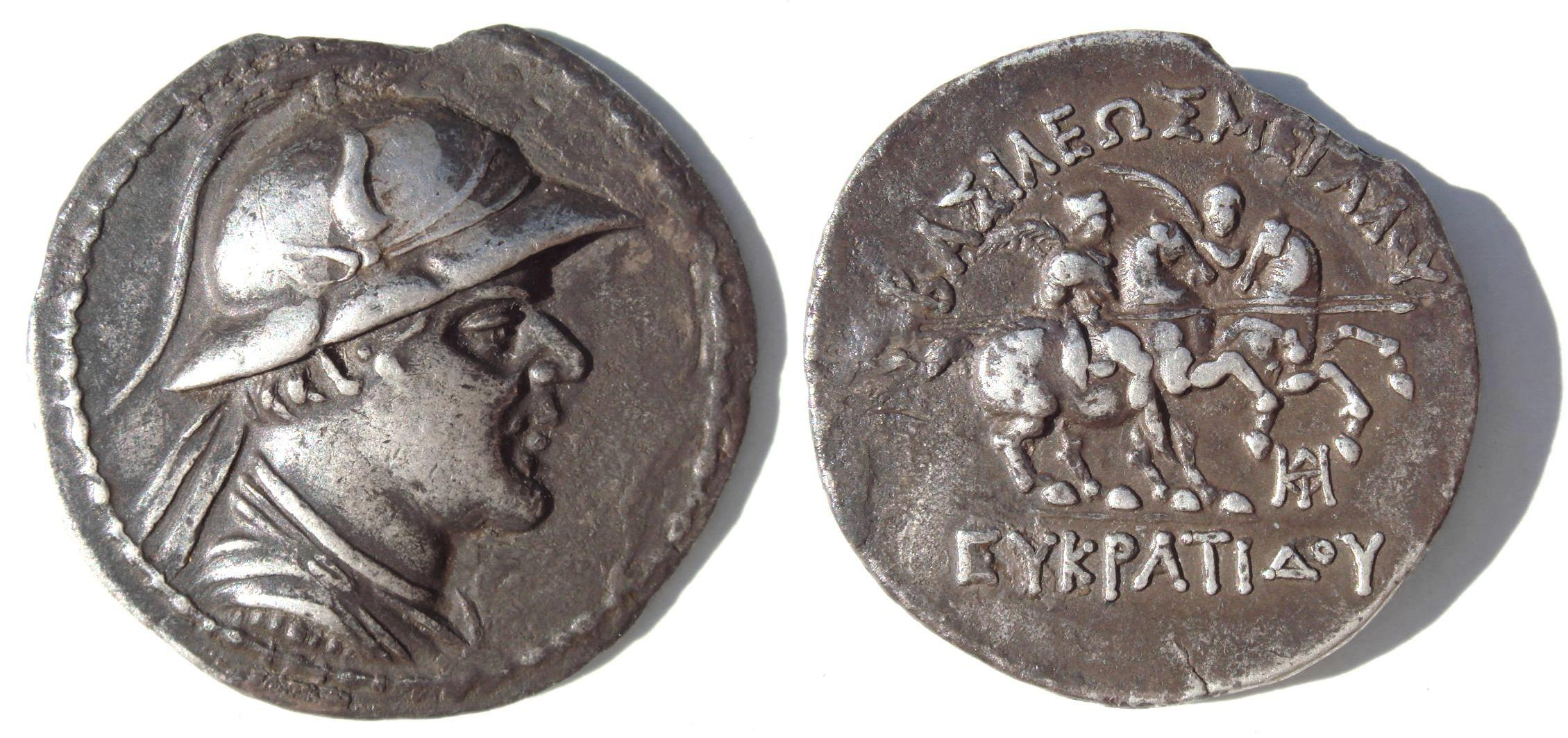
歐克拉提德一世（前171年–前145年）的四德拉克馬銀幣
正面： 歐克拉提德的肖像，帽子上裝飾者牛角和耳朵，錢幣邊有珠鏈飾（bead and reel）.
反面： 為友愛雙神狄俄斯庫里（Dioscuri），兩神左手持棕梠葉，右手持長槍。上有希臘字： ΒΑΣΙΛΕΩΣ ΜΕΓΑΛΟΥ ΕΥΚΡΑΤΙΔΟΥ ，即「國王·大帝歐克拉提德的」。下方有幣廠的畫押.
特性： 直徑32 公釐. 重15.9公克，阿提卡標準.

曾出土一些歐克拉提德的錢幣，一面是歐克拉提德的肖像，另一面是赫利奧克勒斯和勞迪絲的頭像。一些學者認為這枚錢幣可能是要展現對父母的敬意，並推測赫利奧克勒斯是他的父親，勞迪絲是母親，又勞迪絲她頭戴象徵皇家的頭帶，因此母親可能是塞琉古帝國的皇室成員。但近年有學者對此說法提出挑戰，認為該錢幣是後來的赫利奧克勒斯一世和勞迪絲所發行，是紀念歐克拉提德一世。

## 入侵印度
在掌控巴克特里亞政權後，歐克拉提德一世征服印度-希臘王國西部的疆域，這一段情節僅有單一文獻，即羅馬查士丁的記載，他提到歐克拉提德擊敗印度的國王德米特里，儘管內容相當誇大，但目前對於這位印度-希臘國王的身份仍有待確認，他可能是德米特里一世，或是德米特里二世，或者根本就是誤記。
|                | 歐克拉提德在許多戰役展現莫大的勇氣，當有次自軍軍勢微弱，還遭到印度國王德米特里大軍團團包圍之時，歐克拉提德他屢屢頻繁出擊，終以300名將士擊敗60,000名敵軍。在這次圍城戰後四個月，他把印度納入自己的統治之下。 |
| ——查士丁,XLI,6 | |

另外從錢幣上的證據推論，歐克拉提德同期的印度-希臘國王應是安提瑪科斯二世、阿波羅多特斯一世或是米南德一世。然而，從大量出土印度雙語式的錢幣，證明歐克拉提德一世的確把勢力伸入印度的西北部。另外也出土他的雙語式銅幣，醒目的是該錢幣法盧文的頭銜是「萬王之王」。
在歐克拉提德統治期間，安息米特里達梯一世攻擊了巴克特里亞王國，在前167年奪取了包含木鹿、赫拉特等西部重要城市，占領帕提亞和巴克特里亞中間的兩個行省，據斯特拉波描述，這兩個行省分別為阿斯庇翁涅斯（Aspiones）和堤里亞（Turiua）。

## 刺殺

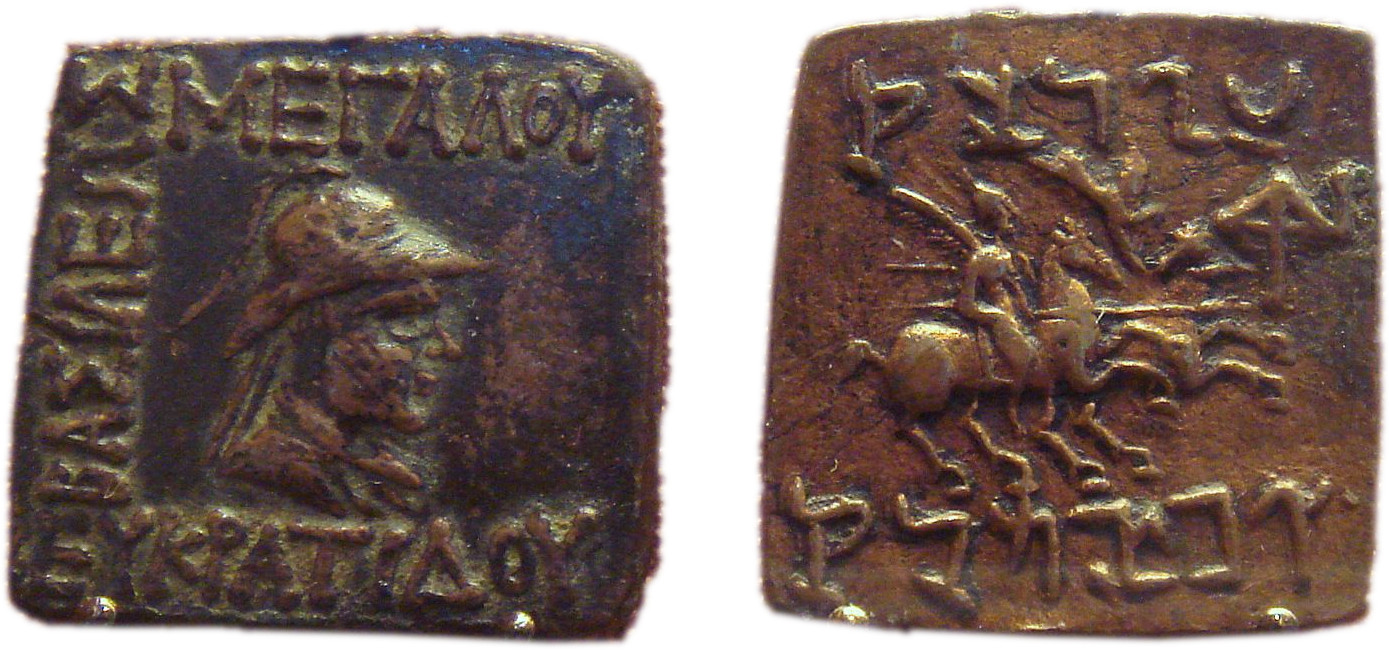
歐克拉提德一世的雙語式印度錢幣，正面有希臘銘文，反面則是巴利語的佉盧文.

查士丁記載這位好戰國王的末日，他描述歐克拉提德一世從印度的歸途中被自己的兒子謀殺，他兒子相當恨他，甚至把屍首拖在戰馬車後面奔跑。關於這位謀殺者可能是歐克拉提德二世，或是赫利奧克勒斯一世，但也有一些推論說這人並不是歐克拉提德一世的兒子，而可能是歐克拉提德的敵人德米特里二世之子。
|                | 當歐克拉提德從印度返回，他在回來的路上被自己的兒子所殺....這人毫不掩飾他殺父的行為，就像是他殺的不是父親而是深仇大恨的敵人似的，他把他父親的屍首拖在戰馬車後面奔跑，來放乾鮮血，並命人不準築墓，任屍體曝露野外。 |
| ——查士丁,XLI,6 | |

歐克拉提德被謀殺後，王國可能陷入王室成員的內戰，繼承王位的有歐克拉提德二世和赫利奧克勒斯一世，赫利奧克勒斯一世是巴克特里亞王國最後一位君主，他最後可能受到北方遊牧部落大月氏入侵而王國，使希臘人失去興都庫什山脈以北的領地。而還有兩個統治者可能是歐克拉提德王朝的成員，其中之一是柏拉圖，而如果查士丁的記載有誤的話，德米特里二世很可能也是歐克拉提德王朝的成員。而在歐克拉提德死後，王國還陷入與各處外敵的戰爭，最後這些統治者很快就消史在戰亂中：
|                | 巴克特里亞人陷入許多戰爭中，不僅失去他們的政權，也失去自由，他們與粟特人、阿拉科得斯人（Arachotes）、達然革斯人（Dranges）、阿利亞人、印度人打得筋疲力盡，最終被完全擊敗。其中有一個敵人，使他們像是流乾自身的血似的，那就是帕提亞人所為。 |
| ——查士丁,XLI,6 | |

無論如何，北方的遊牧民族開始南侵，陷入多面戰爭的巴克特里亞王國面臨被支解危機，終至亡國，在大月氏和塞人的壓力下，於前130年左右消滅巴克特里亞希臘人殘留的勢力。而可能一些王朝成員仍殘留於西北印度殘喘，直至前10年左右徹底滅亡。

## 腳註

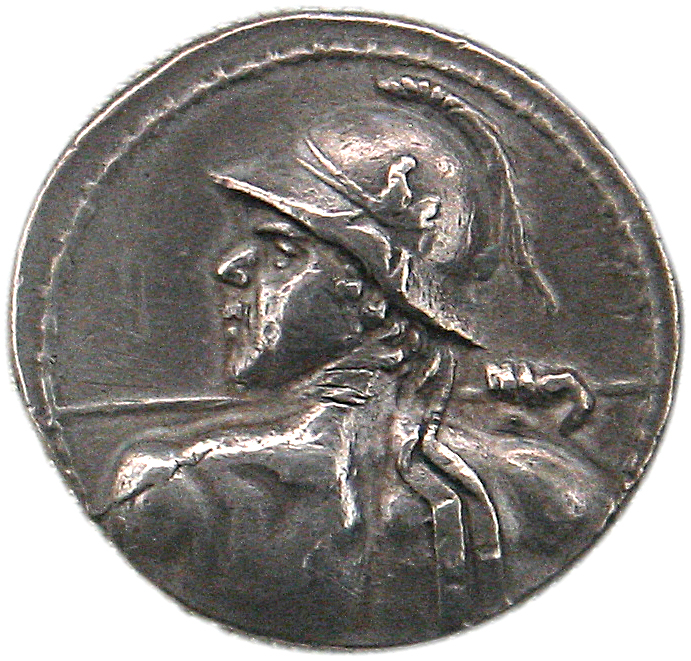
歐克拉提德的錢幣，並手持長槍.

1. ↑  學者W.W. Tarn猜測他的母親勞迪絲是塞琉古二世的女兒
2. ↑  查士丁XLI,6
3. ↑  查士丁的拉丁文原文：「Multa tamen Eucratides bella magna uirtute gessit, quibus adtritus cum obsidionem Demetrii, regis Indorum, pateretur, cum CCC militibus LX milia hostium adsiduis eruptionibus uicit. Quinto itaque mense liberatus Indiam in potestatem redegit」　XLI,6
4. 1 2  查士丁 XLI,6
5. ↑  L.M. Wilson (Oriental Numismatic Society newsletter nr 180)

## 外部連結
- 歐克拉提德的錢幣 （页面存档备份，存于）
- 更多歐克拉提德的錢幣 （页面存档备份，存于）